# Podomyrma formosa
Podomyrma formosa är en myrart som först beskrevs av Smith 1858.  Podomyrma formosa ingår i släktet Podomyrma och familjen myror. Inga underarter finns listade i Catalogue of Life.